# Queijada (doce)

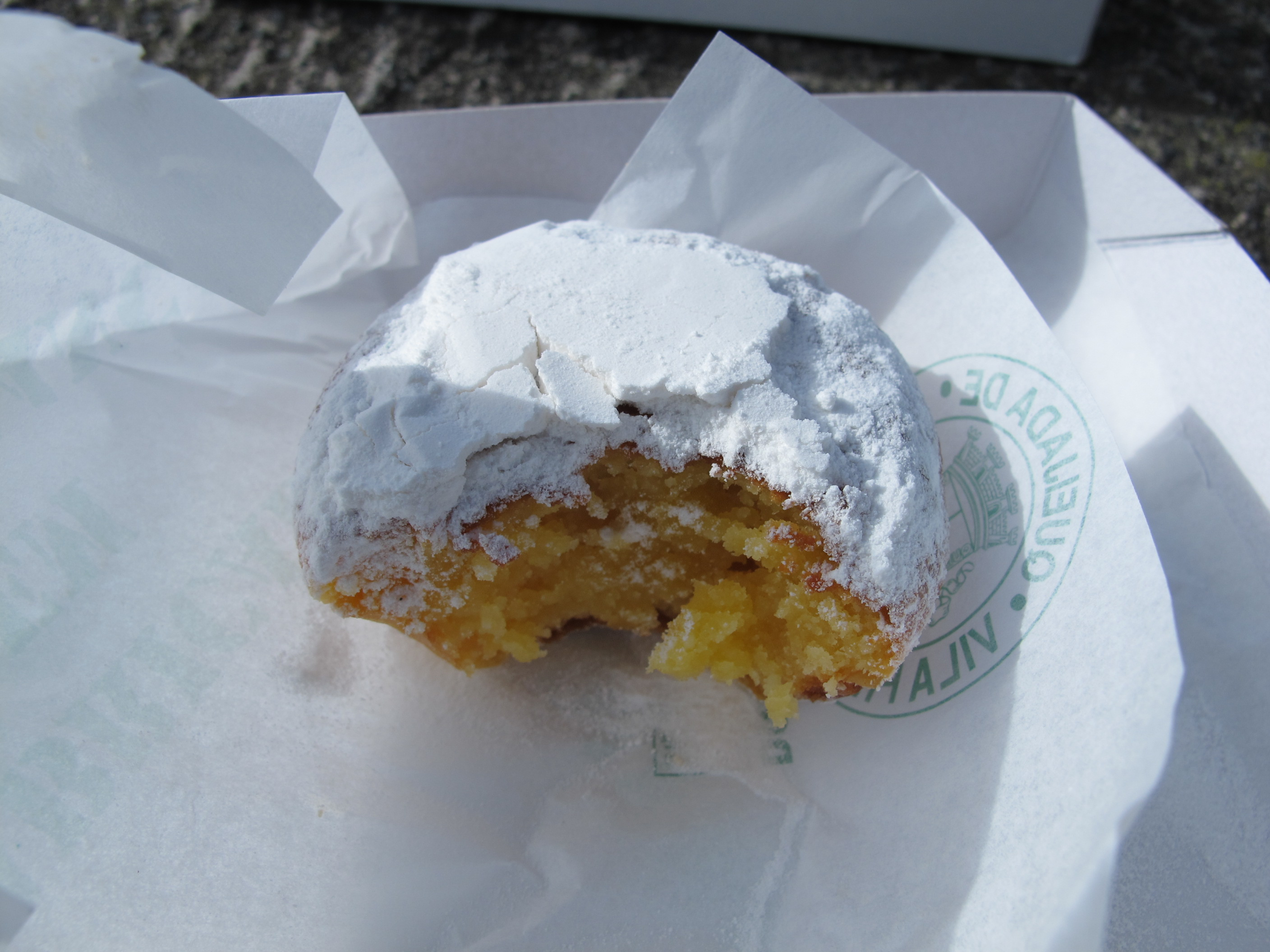
A Queijada Vila Franca do Campo - Açores

A queijada designa em Portugal um pequeno bolo enformado confecionado com queijo ou requeijão, ovos, leite e açúcar. Por extensão, dá-se este nome a bolos do mesmo formato ou com texturas similar, mas com recheios sem queijo como amêndoa, laranja, cerveja ou ovos. São célebres as queijadas da Madeira, de Sintra, dos Açores, de Oeiras, de Évora e também de Pereira.

## Queijada da Madeira
As queijadas da madeira são um doce tradicional da região autónoma da Madeira, estas são famosas pelo seu formato achatado e massa fina e o seu creme bem doce.

## Queijada de Requeijão de Beja
As queijadas de Beja, no Alentejo são outro estilo de queijada bem típica e festiva com queijo requeijão, um dos queijos bem típicos da região o que dá a queijada um sabor intenso doce e cremoso.